# Brückengasse 15 (Limburg an der Lahn)

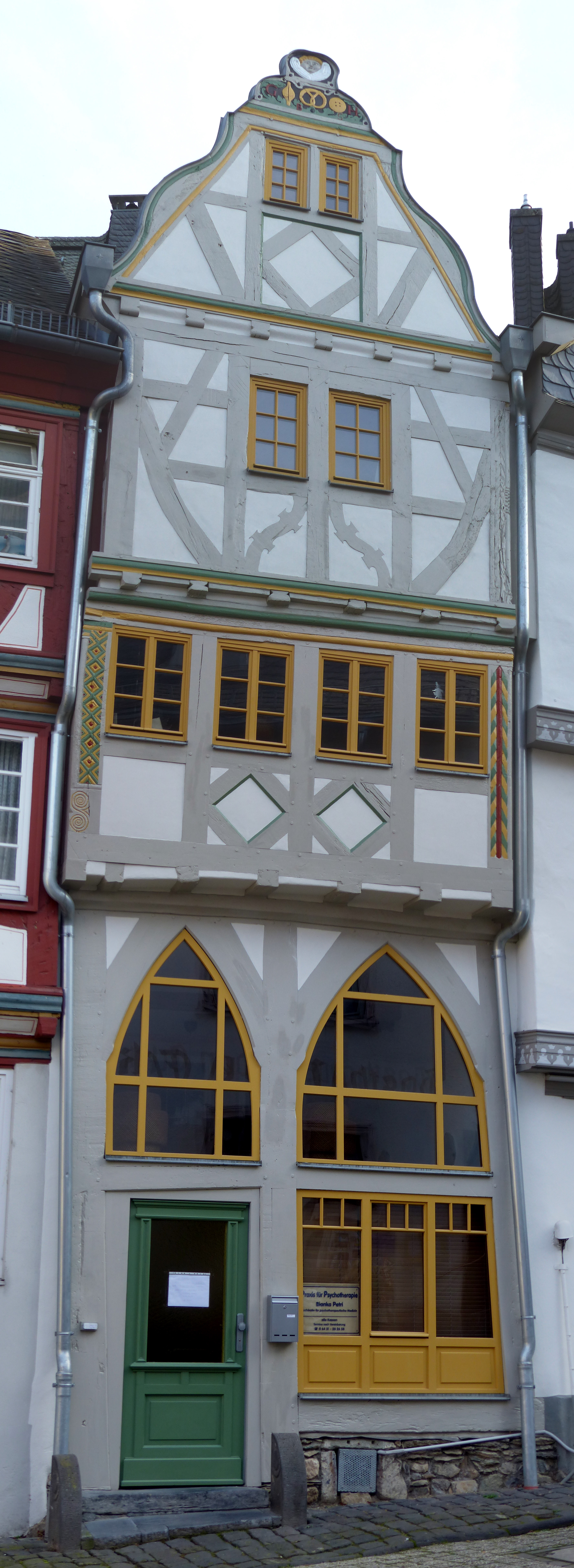
Brückengasse 15

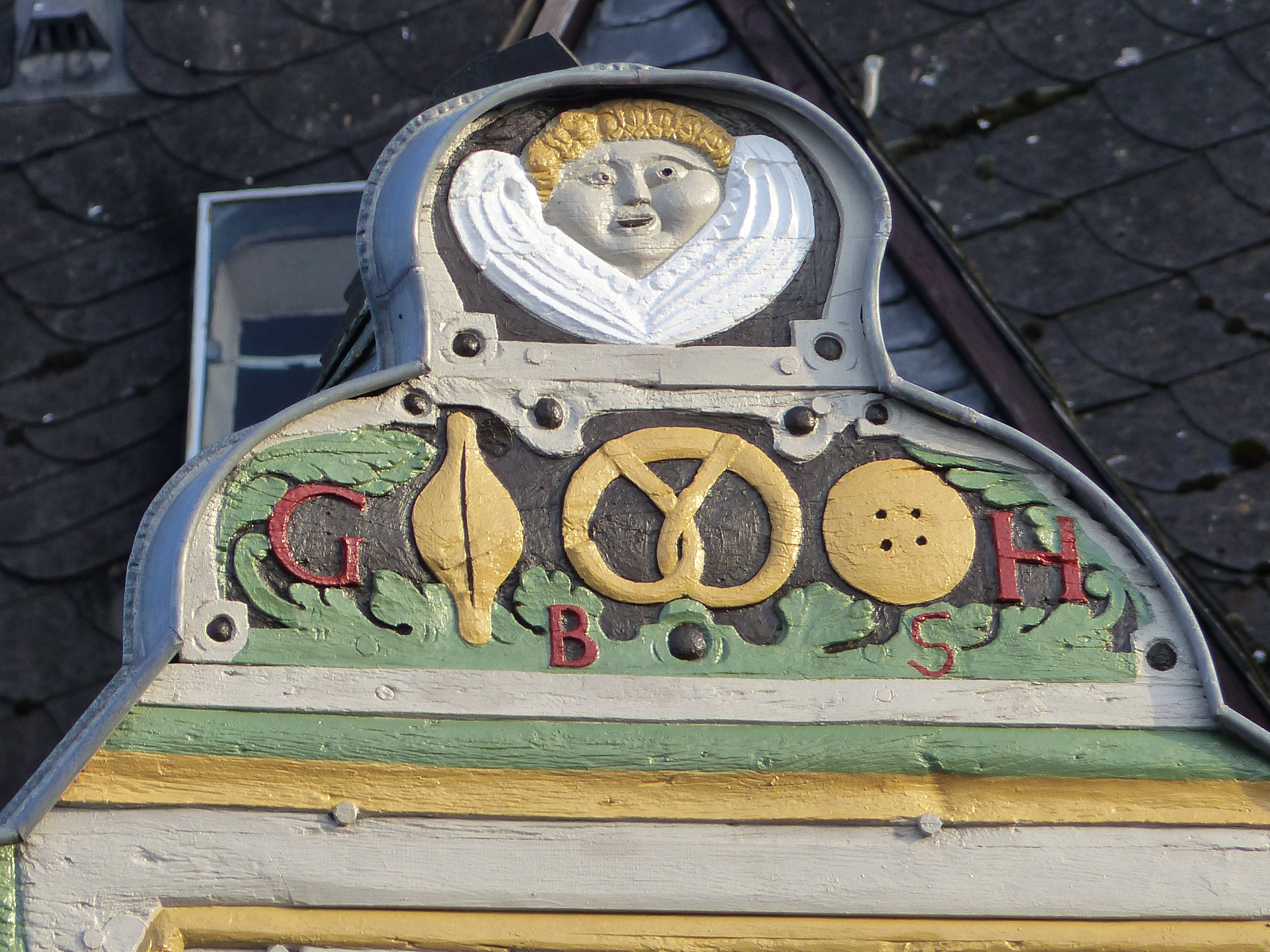
Giebeldekoration mit Attributen des Bäckerhandwerks

Das Haus Brückengasse 15 in der mittelhessischen Stadt Limburg an der Lahn ist ein denkmalgeschütztes Fachwerkhaus von 1309.

## Bauwerk
Das Fachwerkhaus steht auf einer winzigen Parzelle von nur 31 m² Größe auf der Nordseite der hier platzartig erweiterten Brückengasse. Die Parzelle ist lediglich 3,75 m breit. Somit ist auch das Gebäude sehr schmal und 12,75 m hoch. Es besitzt zwei vorkragende Obergeschosse sowie darüber einen Schweifgiebel. Dort befindet sich Schnitzwerk mit Attributen des Bäckerhandwerks.
Der Keller besteht aus einem Tonnengewölbe, das einen gegenüber dem Fachwerkgebäude leicht abweichenden Grundriss besitzt, was dafür spricht, dass es von einem Vorgängergebäude stammt.
Auch dieses Haus wurde ursprünglich mit der für Limburg typischen großen Erdgeschosshalle als Hauptraum errichtet. Hier wurde nach 1621 eine Zwischendecke eingezogen, der neue Erdgeschossraum in einen vorderen und einen hinteren Raum aufgeteilt. Auch in den oberen Geschossen wurden Räume nachträglich unterteilt.

## Geschichte
Nach dem großen Stadtbrand 1289 wurde die Stadt nach und nach wiederaufgebaut. Das Haus Brückengasse 15 entstand 1309. Die dendrochronologischen Daten wiesen bis zum Dachstuhl Hölzer aus der Zeit von 1298 bis 1309 nach.
Die Besitzgeschichte ist ab dem späten 15. Jahrhundert lückenlos durch regelmäßige Gültzahlungen an das Kloster Eberbach sowie das „Grüne Haus“ belegt. Wahrscheinlich 1684 erwarb der Bäcker Tripp eine Backgerechtigkeit für das Haus, das in der Folge als Wohnhaus und Bäckerei diente. Die Bäckerei wurde 1768 letztmalig erwähnt.
Ab 2017 wurde das Gebäude renoviert, dabei der bis dahin aufliegende Verputz entfernt und das Fachwerk freigelegt. Die Renovierung erfolgte mit Unterstützung des Landesamtes für Denkmalpflege Hessen (LfDH) und der Deutschen Stiftung Denkmalschutz.